# Stryhanka (przystanek kolejowy)
Stryhanka (ukr. Стриханка, ros. Стрыханка) – przystanek kolejowy w pobliżu miejscowości Stryhanka, w rejonie szeptyckim, w obwodzie lwowskim, na Ukrainie. Leży na linii Lwów – Sapieżanka – Kowel.
Do 2024 w rejonie czerwonogrodzkim.
Przystanek istniał przed II wojną światową.